# Isabella Valdettaro
Isabella Valdettaro Pontecorvo della Rocchetta (Roma, 3 aprile 1932) è un'ex modella italiana, vincitrice di Miss Italia 1951.

## Biografia
Figlia del marchese Giulio Valdettaro Pontecorvo della Rocchetta e della nobile Eleonora dei conti Fani-Ciotti, nipote dell'attivista religioso italiano Mario Fani, suo prozio materno.
Fu eletta Miss Italia nel 1951 a Sanremo. Isabella era molto richiesta dal cinema, ma rinunciò per sposarsi con il diplomatico Adelmo Risi Ferreyros e per dedicarsi alla famiglia.